# Lã Vĩnh Lợi
Lã Vĩnh Lợi (1913–1994) còn biết đến với các bí danh Lê Hi (hay Lê Hy), Từ Lâm, Hồng Lệ, Anh Linh, Dr. Lee. là một nhà báo, nhà ngoại giao và dịch giả Việt Nam.

## Sự nghiệp
Sinh ngày 22 tháng 5 năm 1913 tại Thượng Đồng, nay là xã Yên Tiến, huyện Ý Yên, tỉnh Hà Nam Ninh, xuất thân từ một gia đình lao động nghèo, cha mẹ bị địch tàn sát trong cùng một ngày, năm 1950, tại Thượng Đồng.
Ông tham gia Đảng Cộng sản Đông Dương năm 1939, sau đó bị thực dân Pháp bắt và đày ra Côn Đảo. Tại đây ông tiếp xúc với các nhà cách mạng khác như Trần Ngọc Danh, Tôn Đức Thắng, Phạm Hùng, v.v.
Ông được thả ra sau Cách mạng tháng Tám, và tiếp tục tham gia kháng chiến, được bầu làm Uỷ viên kỳ bộ Việt Minh, phụ trách tờ Cứu quốc Nam Bộ.
Năm 1946, ông sang Thái Lan lập báo Tin Việt Nam, Việt Nam Thông tấn xã phụ trách phòng thông tin Việt Nam tại Bangkok. Sau đó ông  tham gia phái đoàn Chính phủ Việt Nam tại Bangkok rồi tham gia Phái đoàn do Phạm Ngọc Thạch dẫn đầu, đi Rangoon dự quốc khánh Miến Điện. Ở đây, ông tìm cách liên lạc với sứ quán Liên Xô.
Ông lên đường Prague qua Thượng Hải và Moskva cùng với một người cộng sản Úc là Alexander Brotherton, để lập phòng thông tin Việt Nam ở Prague.
Tháng 8 năm 1948, ông đến Moskva, mặc dù không có sự đồng ý của chính phủ Việt Nam Dân Chủ Cộng Hòa, ông liên lạc với các lãnh đạo Liên Xô để xin sự trợ giúp về tài chính, quân sự và đối ngoại cho chính phủ cách mạng Việt Nam.
Đến Prague, ông nhập nhóm với Trần Ngọc Danh, có các hoạt động phê phán đường lối dân tộc chủ nghĩa do Hồ Chí Minh khởi xướng.
Sau đó ông về nước và bị khai trừ khỏi đảng cùng với Trần Ngọc Danh.
Năm 1951, ông được điều sang công tác tại NXB Sự Thật tham gia dịch thuật, hiệu đính các tác phẩm Marx, Lenin, Engels.
Năm 1968, ông bị bắt cùng một loạt cán bộ khác vì liên quan đến vụ án Xét lại chống Đảng, sau một năm thì được ra tù nhưng bị tước hết các chức vụ.

## Tác phẩm
Ông biên soạn Việt Nam chính tả tự vị (1937) và  năm 1963, Viện Văn học hiệu đính lại thành quyển Từ điển chính tả phổ thông.
Các tác phẩm khác:
- Thân thế và sự nghiệp Lênin, NXB Phổ thông, 1962.